# Noah Puckerman
Noah "Puck" Puckerman es un personaje de ficción de la serie de comedia estadounidense Glee. El personaje fue interpretado por el actor Mark Salling, y ha aparecido en Glee desde su episodio piloto, emitido el 19 de mayo de 2009 en Estados Unidos. Noah fue desarrollado por los creadores de Glee Ryan Murphy, Brad Falchuk e Ian Brennan. Él es el mejor amigo y compañero de equipo de fútbol de  Finn, que en un principio desaprueba que Finn se una al Glee Club, llamado New Directions, de la secundaria William McKinley en  Lima, Ohio, donde la serie es filmada, sin embargo él también se une. En la primera temporada, deja embarazada a Quinn, la novia de Finn, y dan el bebé en adopción a la madre de Rachel Berry. A pesar de eso, Noah intenta cuidar en algún momento su relación con Beth. También tiene algo más que amistad con Santana, Rachel, Brittany, Kitty... Es judío, se dedica a limpiar piscinas y mantener relaciones con sus dueñas, de edad más adulta. Se marcha a LA en busca de fortuna pero vuelve a Ohio. Su medio hermano se une también a Glee.
En 2010, Salling fue nominado en los Teen Choice Awards en la categoría a Breakout Star Male y en 2011, nuevamente en los Teen Choice Awards en la categoría Roba Escena Masculino por su actuación en Glee.

## Desarrollo

### Creación
Puck fue interpretado por Mark Salling. También fue representado como un niño de preescolar por Matthew Lepper en el episodio "The Substitute". Salling había enviado 100 paquetes a agentes y gerentes, y "uno me llamó y me presentó para Glee ese día en su oficina". Tuvo cinco audiciones para Glee antes de ser elegido como Puck.

### Caracterización
A Salling le resultó desafiante hacer que el personaje sea "más que bidimensional para que pueda ser agradable al mismo tiempo", lo que requería que "encontrara el equilibrio entre arrogancia y arrogancia y sensatez y simpatía". Recordó que "en el desglose del programa, cuando describían a su personaje desde el principio, es como Puck: un hombre-niño". Salling explicó que Puck tiene "estrellas en sus ojos, que espera tener". fuera de esta pequeña ciudad ". Salling ganó 20 libras (9.1 kg) antes de filmar el episodio piloto para encarnar mejor a su personaje de fútbol. Luego perdió 30 libras (14 kg) por una escena en el tercer episodio que requería que lo entonaran, lo que describió como "una experiencia extrema".